# Варпас
«Ва́рпас» (лит. Varpas, «Дзвін») — литовський щомісячний часопис ліберального, а після 1900 року — соціалістичного спрямування. Виходив у 1889–1905 роки. Заснований варшавським товариством литовських студентів «Литва». Редактором і провідним співробітником журналу був Вінцас Кудирка. Через заборону литовського друку латинськими літерами, журнал друкували в Східній Пруссії і ввозили в російську Литву контрабандою.
У першому номері журналу вперше було запропоновано ввести чеські букви š і č в литовську орфографію. Пропозиція була сприйнята литовською діаспорою в США, і на початку XX століття ці букви увійшли до литовської абетки.